# Adelaida de Saboya
Adelaida de Saboya (c. 1047/1053-castillo de Hohentwiel, 1079) fue un miembro de la dinastía Arduinici. Los padres de Adelaida eran Otón I de Saboya y Adelaida de Susa y la hermana era la reina Berta, la esposa del emperador Enrique IV. En general, se considera como la hermana menor de Berta, lo que significaría que no puede haber nacido antes de 1052.

## Biografía
Alrededor de 1067 Adelaida se casó con Rodolfo de Rheinfelden, duque de Suabia. En 1069 Rodolfo intentó repudiar a Adelaida por una supuesta infidelidad con Werner I de Habsburgo. En 1071 Adelaida se defendió a sí misma de la acusación de adulterio en presencia del papa Alejandro II. Rodolfo estaba obligado a reconciliarse con Adelaida. Cabe destacar aquí el intento simultáneo del emperador Enrique IV de anular el matrimonio con Berta. la hermana de Adelaida.
En 1077, Rodolfo fue elegido antirrey de Alemania, con Adelaida como su consorte.
Con Rodolfo, Adelaida tuvo cuatro hijos:
1. Inés, nacida en 1065, casada con Bertoldo II de Zähringen, duque de Suabia
2. Adelaida, casada con el rey Ladislao I de Hungría
3. Berta, condesa de Kellmünz, d. 1133, casada con Ulrico X. de Bregenz
4. Otón (murió joven)

Adelaida murió en 1079 y fue enterrada en la abadía de St. Blasien (Baden-Wurtemberg, Alemania.